# 伊朗王國致敬
《伊朗王國致敬》（波斯語：سرود شاهنشاهی ایران，转写：Sorude Šâhanšâhiye Irân），是伊朗從1933年至1979年间使用的國歌。伊朗伊斯蘭革命之後，此国歌被廢除。這首國歌的内容主要为对巴勒維王朝（伊朗王國）的赞美。

## 历史
1932年穆罕默德·礼萨·巴列维应穆斯塔法·凯末尔·阿塔蒂尔克邀请访问土耳其前，伊朗作协被要求创作一首国歌以在正式场合使用，他们分别创作了了三段歌词。礼萨·巴列维亲自修改了若干段落，例如将“万王之王万岁”改为“我们的万王之王万岁”。

## 歌詞
歌词分为三段，第一段为《皇室颂歌》，第二段为《国旗歌》，第三段为《国歌》。